# Pygora diegana
Pygora diegana är en skalbaggsart som beskrevs av Leon Fairmaire 1903. Pygora diegana ingår i släktet Pygora och familjen Cetoniidae. Inga underarter finns listade i Catalogue of Life.